# Выборг (авиакомпания)
ООО «Северо-Западная авиационная транспортная компания «Выборг» — авиакомпания, базировавшаяся в Санкт-Петербурге. Выполняла чартерные пассажирские рейсы из аэропорта Пулково. Компания была основана в 2002 году и эксплуатировала парк из двух Ил-114.

## История
Компания основана в 2002 году. Выполняла пассажирские и чартерные рейсы из аэропорта Пулково на северо-запад России. В период с 2005 по 2007 год появилась новая визуальная идентичность с изменением окраски самолётов.

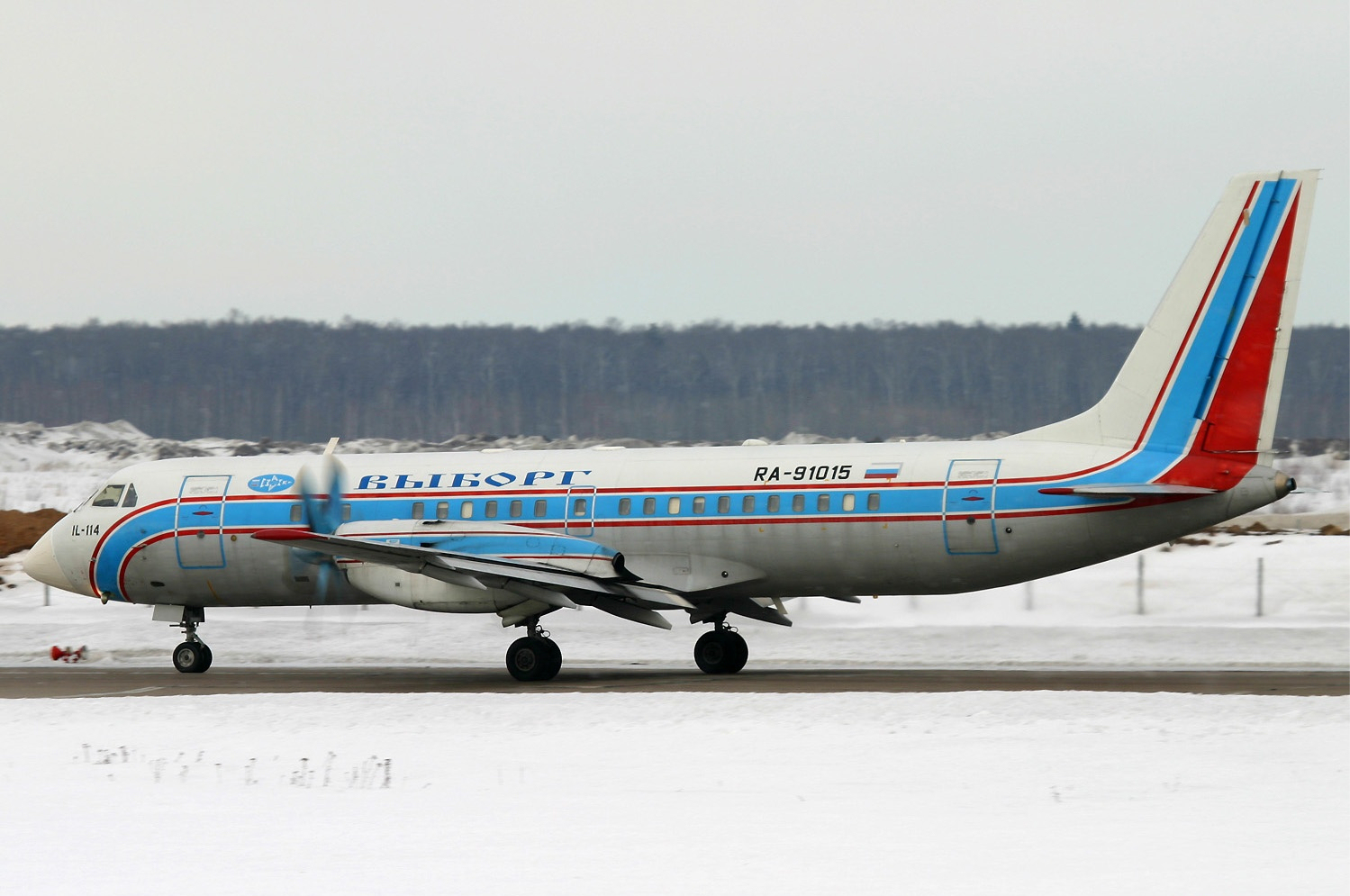
Ил-114 в старой ливрее 2005 г.
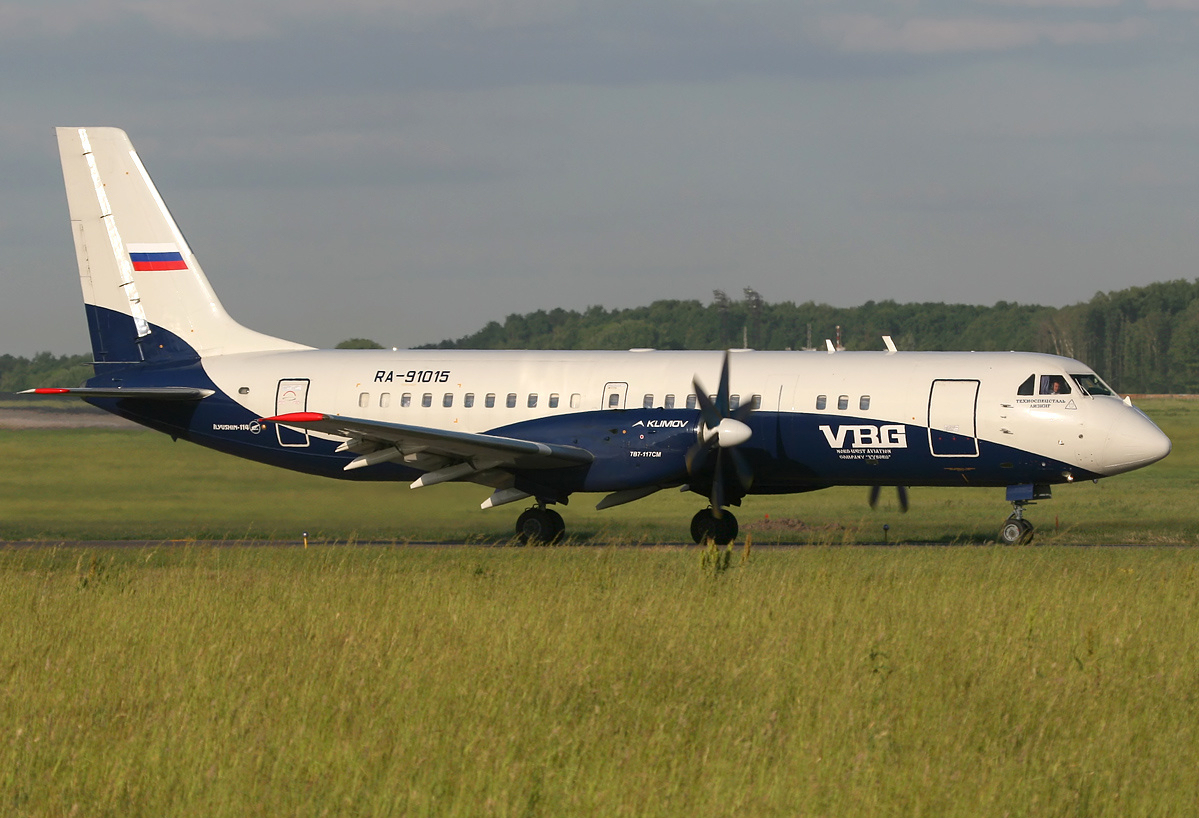
Ил-114 в новой ливрее 2007 г.
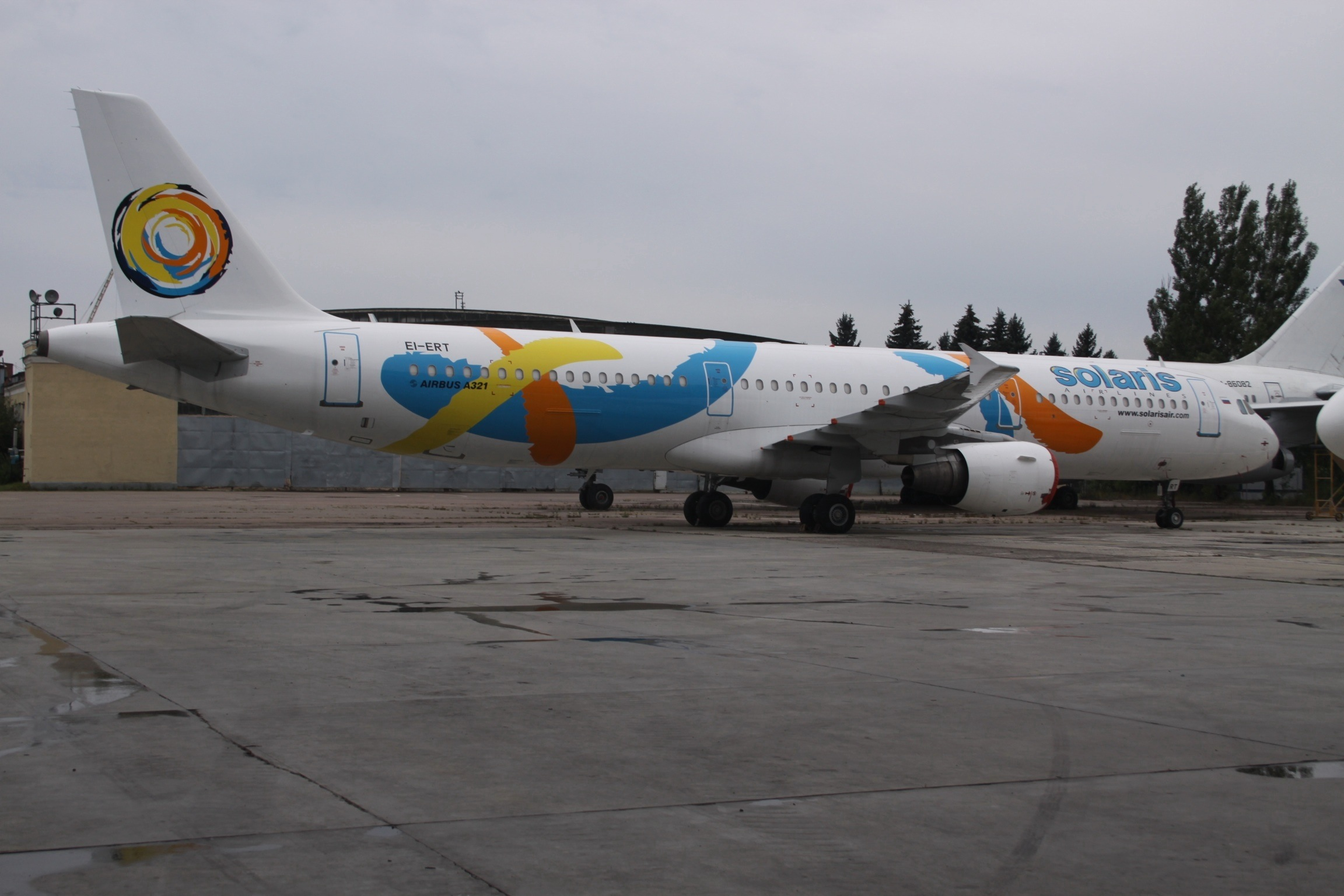
Airbus A321 авиакомпании Solaris

Выборг объявил о банкротстве в 2010 году. Группа Coral Travel восстановила лицензию компании и намеревалась перезапустить её как Solaris Airlines, предлагая внутренние и международные рейсы из Москвы с использованием парка Airbus A321. Проект не удался, и в январе 2012 года самолёты были переданы Уральским авиалиниям.

## Solaris Airlines
Лицензия Выборгской авиакомпании была передана авиакомпании Solaris Airlines.
Solaris принадлежал Coral Travel и планировал работать как международная чартерная авиакомпания из аэропорта Внуково, но план провалился, и предприятие прекратило свою деятельность в 2011 году.

## Пункты назначения
Актау, Анапа, Апатиты, Астрахань, Архангельск, Белгород, Братск, Брянск, Волгоград, Воркута, Воронеж, Душанбе, Екатеринбург, Казань, Киров, Котлас, Краснодар, Курган, Курск, Липецк, Магнитогорск, Мариуполь, Махачкала, Минск, Москва, Мурманск, Нальчик, Нарьян-Мар, Нижневартовск, Нижнекамск, Нижний Новгород, Новосибирск, Омск, Орел, Оренбург, Орск, Пенза, Пермь, Петрозаводск, Самара, Саратов, Сочи, Старый Оскол, Тюмень, Ульяновск, Усинск, Ухта, Хатанга, Челябинск, Череповец, Якутск, Ярославль.
Другой вариант:
От Мурманска до Сочи и от Санкт-Петербурга до Владивостока, а также страны ближнего Зарубежья и Прибалтики.

## Флот
- Ил-114 — 2 шт.
- Airbus A321 — 2 самолёта переданы из Solaris в Уральские авиалинии в 2012 г.

## Учебный центр
Автономная некоммерческая образовательная организация «Учебный центр «Северо-Западной авиационной транспортной компании «Выборг».
Сертификат ГС ГА Минтранса России № 116 (лицензия Серии АУЦ № 00117). Зарегистрировано 21 марта 2002 года, ликвидировано 29 июня 2016 года.